# 忻州 (古代)
忻州，隋朝时始置，辖区在今山西省境内。今山西省忻州市由此得名。
隋文帝开皇十八年（598年）设置忻州，治所在秀容县（今山西省忻州市）。隋炀帝时，天下改州为郡，废。义宁元年（617年），以楼烦郡的秀容县置新兴郡。唐朝初年，天下改郡为州，复为忻州。武德四年（621年），析秀容县置定襄县（今山西省定襄县），忻州曾改名为定襄郡。土贡：麝香、豹尾。户万四千八百六，口八万二千三十二。下领两县：秀容县、定襄县。唐朝时忻州相当于今忻州市、定襄县等地。
明朝废秀容县入忻州，属太原府。清朝雍正二年（1724年），改为忻州直隶州。民国初年，废州改为忻县。1983年，设立忻州市。
唐朝忻州刺史
- 杜举（贞观年间）
- 赵玄极（贞观年间）
- 李迁（贞观年间）
- 张礼（贞观年间）
- 靳师（655）
- 唐嘉会（674年—676年）
- 马琮（700年）
- 张嘉祐（开元初年）
- 房涣（730年）
- 裴会（785年—789年）
- 崔弘礼（816年）
- 论倚（元和年间）
- 姚泌（820年）
- 论倚（821年）
- 李寰（822年）
- 李丕（843年—844年）
- 李戎（大中年间）
- 伊广（中和末年）
- 薛志勤（890年—891年）
- 李克宁（乾宁初年—903年）
- 符存审（906年—907年）
- 李渐